# Государственный университет Хендерсона
Государственный университет Хендерсона (англ. Henderson State University, HSU) — государственный университет в Аркаделфии, Арканзас, США. Основанный в 1890 году как Методистский колледж Аркаделфии, Университет является единственным в Арканзасе членом Совета государственных колледжей гуманитарных наук. В Университете Хендерсона обучается около 3000 студентов. Кампус расположен на 156 акрах (0,63 км²).

## История
В 1904 году университет был переименован в честь Чарльза Кристофера Хендерсона, попечителя и известного бизнесмена из Аркаделфии.

### Годы Глена Джонса и последующий финансовый кризис
Гленделл Джонс-младший был назначен 17-м президентом Государственного университета Хендерсона во вторник, 6 марта 2012 года, и официально вступил в должность президента 1 июля 2012 года. Пребывание Джонса на посту президента сопровождалось серией скандалов, а преподаватели дважды выражали ему и его высшему руководству вотум недоверия. Когда в июле 2019 года стали известны истинные масштабы бюджетного кризиса университета, его попросили уйти в отставку. В настоящее время он служит помощником президента Джорджтаунского университета.
Джонс, а также несколько других нынешних и бывших администраторов, сотрудников и членов попечительского совета были вызваны для дачи показаний перед генеральной ассамблеей Арканзаса в 2020 году в рамках усилий штата по пониманию ошеломляющего финансового краха университета.
После отставки Джонса исполняющей обязанности президента была назначена тогдашний генеральный юрисконсульт Элейн Нибоун. Её заменил (временно исполняющий обязанности) президент/канцлер Джим Борсиг, который ушёл в отставку в начале 2021 года из-за проблем со здоровьем. Чак Эмброуз был принят на работу в ноябре 2021 года в качестве первого бессменного главы учреждения более чем за два года.
В январе 2022 года университет, столкнувшийся с задолженностью более 12 миллионов долларов, заявил о финансовой необходимости и объявил о планах начать сокращение персонала и программ, чтобы «подобрать размер» университета и предотвратить его закрытие.
24 октября 2019 года Попечительский совет университета Хендерсона единогласно проголосовал за присоединение к системе Арканзасского университета, расположенной в Литл-Роке, штат Арканзас.

### Инцидент с синтезом метамфетамина в кампусе (2019 год)
В октябре 2019 года полиция отреагировала на химическую лабораторию кампуса в Научном центре Рейнольдса из-за опасений по поводу химических запахов, в результате чего здание было закрыто на несколько недель. Первоначальное расследование выявило повышенный уровень бензилхлорида, а затем обнаружило остатки метамфетамина. Два профессора химии, которые вели себя неловко, были арестованы и обвинены в изготовлении метамфетамина.

### Спорт
12 межвузовских спортивных команд университета называются Reddies. Они являются членами Великой американской конференции, которая входит во II дивизион Национальной студенческой спортивной ассоциации (NCAA).

#### Американский футбол
Домашние игры футбольной команды университета проходят на стадионе Карпентер-Хейгуд в Аркаделфии. Университет Хендерсона разделяет самое продолжительное соперничество в футболе Дивизиона II с Тиграми Баптистского университета Уачита, с битвы у ущелья, которая началась в 1895 году. Гас Мальзан, игравший фланговым ресивером в Reddies, является одним из их самых известных выпускников.

## Известные выпускники
- Бобби Боунс[англ.], ведущий общенационального радиошоу Bobby Bones Show[англ.]
- Ллойд Лесли Берк, 1950, награждён медалью Почёта
- Осро Кобб[англ.], политик-республиканец и юрист
- Кен Дьюк[англ.], профессиональный игрок в гольф
- Роберт Фишер[англ.], президент Белмонтского университета[англ.][14]
- Рой Грин[англ.], 1979, бывший фланговый ресивер в американском футболе в Национальной футбольной лиге
- Тони Джонс[англ.], игрок в канадский футбол
- Гас Мальзан[англ.], 1990, футбольный тренер (американского футбола) и бывший главный футбольный тренер команды Обернского университета[англ.]
- Джон Макконнелл[англ.], 1927, генерал и начальник штаба Военно-воздушных сил США
- Шон Макграт[англ.], 2012, тайт-энд (американский футбол) в Национальной футбольной лиге
- Сид Макмат[англ.], губернатор Арканзаса, избиравшийся на 2 срока
- Джейн Росс[англ.], соучредитель Фонда Росс, бизнесвумен и филантроп
- Джимми Росс[англ.], 1958, 4-звёздочный генерал и член правления двух корпораций, Армия США
- Ллойд Спенсер[англ.], сенатор США от Арканзаса
- Билли Боб Торнтон, лауреат премии Оскар, американский сценарист, актёр, а также режиссёр, драматург и певец
- Делорес Уайт[англ.], игрок в бейсбол, Всеамериканская женская профессиональная бейсбольная лига[англ.]
- Комер Ванн Вудворд[англ.], 1959, стерлингский профессор истории в Йельском университете; лауреат Пулитцеровской премии за книгу по истории